# Copa América 1999 (soupisky)
Soupisky na Copa América 1999, která se hrála v Paraguayi.
| Zlato               | Stříbro            | Bronz             |
| ------------------- | ------------------ | ----------------- |
| Brazílie • Soupiska | Uruguay • Soupiska | Mexiko • Soupiska |

## Skupina A

### Bolívie
Hlavní trenér:  Héctor Veira
| Jméno                 | Datum narození | Datum úmrtí                         | Klub                        |
| Brankáři              | Brankáři       | Brankáři                            | Brankáři                    |
| --------------------- | -------------- | ----------------------------------- | --------------------------- |
| José Carlos Fernández | 24.1.1971      |                                     | Club Blooming               |
| Sergio Galarza        | 25.8.1975      |                                     | Real Santa Cruz             |
| Obránci               |                |                                     |                             |
| Juan Manuel Peña      | 17.1.1973      |                                     | Real Valladolid             |
| Marco Sandy           | 29.8.1971      |                                     | Gimnasia y Esgrima de Jujuy |
| Miguel Rimba          | 1.11.1967      |                                     | CA Tucumán                  |
| Óscar Sánchez         | 16.7.1971      | 23. listopadu 2007 (ve věku 36 let) | CA Independiente            |
| Fernando Ochoaizpur   | 18.3.1971      |                                     | San Luis FC                 |
| Adrián Ubaldo Lozano  | 17.5.1972      |                                     | Club Bolívar                |
| Luis Cristaldo        | 31.8.1969      |                                     | Sporting de Gijón           |
| Gustavo Quinteros     | 15.2.1965      |                                     | CD Jorge Wilstermann        |
| Iván Castillo         | 11.7.1970      |                                     | Gimnasia y Esgrima de Jujuy |
| Renny Ribera          | 30.1.1974      |                                     | Club Blooming               |
| Záložníci             |                |                                     |                             |
| Limberg Gutiérrez     | 19.11.1977     |                                     | Club Blooming               |
| Rubén Tufiño          | 9.1.1970       |                                     | Club Blooming               |
| Marco Etcheverry      | 26.9.1970      |                                     | D.C. United                 |
| Luis Liendo           | 25.2.1978      |                                     | Club Bolívar                |
| Vladimir Soria -      | 15.7.1964      |                                     | Club Bolívar                |
| Raúl Justiniano       | 29.9.1977      |                                     | Club Blooming               |
| Erwin Sánchez         | 19.10.1969     |                                     | Boavista FC                 |
| Útočníci              |                |                                     |                             |
| Jaime Moreno          | 19.1.1974      |                                     | D.C. United                 |
| Milton Coimbra        | 4.5.1975       |                                     | CD Oriente Petrolero        |
| Víctor Hugo Antelo    | 2.11.1964      |                                     | Club Blooming               |

### Japonsko
Hlavní trenér:  Philippe Troussier
| Jméno             | Datum narození | Datum úmrtí                     | Klub                       |
| Brankáři          | Brankáři       | Brankáři                        | Brankáři                   |
| ----------------- | -------------- | ------------------------------- | -------------------------- |
| Jošikacu Kawaguči | 15.8.1975      |                                 | Jokohama F. Marinos        |
| Seigó Narazaki    | 15.4.1976      |                                 | Nagoja Grampus             |
| Obránci           |                |                                 |                            |
| Tošihide Saitó    | 20.4.1973      |                                 | Šimizu S-Pulse             |
| Naoki Sóma        | 19.7.1971      |                                 | Kašima Antlers             |
| Masami Ihara -    | 18.9.1967      |                                 | Jokohama F. Marinos        |
| Jutaka Akita      | 6.8.1970       |                                 | Kašima Antlers             |
| Tošihiro Hattori  | 23.9.1973      |                                 | Júbilo Iwata               |
| Hideto Suzuki     | 7.10.1974      |                                 | Júbilo Iwata               |
| Rjúzó Morioka     | 7.10.1975      |                                 | Šimizu S-Pulse             |
| Záložníci         |                |                                 |                            |
| Terujoši Itó      | 31.8.1974      |                                 | Šimizu S-Pulse             |
| Šigejoši Močizuki | 9.7.1973       |                                 | Nagoja Grampus             |
| Hiroši Nanami     | 28.11.1972     |                                 | Júbilo Iwata               |
| Tošija Fudžita    | 4.10.1971      |                                 | Júbilo Iwata               |
| Kazuaki Tasaka    | 3.8.1971       |                                 | Šimizu S-Pulse             |
| Daisuke Oku       | 7.2.1976       | 17. října 2014 (ve věku 38 let) | Júbilo Iwata               |
| Masahiro Andó     | 2.4.1972       |                                 | Šimizu S-Pulse             |
| Acuhiro Miura     | 24.6.1974      |                                 | Jokohama F. Marinos        |
| Takaši Fukuniši   | 1.9.1976       |                                 | Júbilo Iwata               |
| Útočníci          |                |                                 |                            |
| Kóta Jošihara     | 2.2.1978       |                                 | Hokkaidó Consadole Sapporo |
| Wagner Lopes      | 29.1.1969      |                                 | Nagoja Grampus             |
| Šódži Džó         | 17.6.1975      |                                 | Jokohama F. Marinos        |
| Masajuki Okano    | 25.7.1972      |                                 | Urawa Red Diamonds         |

### Paraguay
Hlavní trenér:  Ever Almeida
| Jméno                | Datum narození | Datum úmrtí | Klub                          |
| Brankáři             | Brankáři       | Brankáři    | Brankáři                      |
| -------------------- | -------------- | ----------- | ----------------------------- |
| Ricardo Tavarelli    | 2.8.1970       |             | Club Olimpia                  |
| Justo Villar         | 30.6.1977      |             | Club Sol de América           |
| Danilo Aceval        | 15.9.1975      |             | Cerro Porteño                 |
| Obránci              |                |             |                               |
| Francisco Arce       | 2.4.1971       |             | Sociedade Esportiva Palmeiras |
| Celso Ayala -        | 20.8.1970      |             | Real Betis                    |
| Carlos Gamarra       | 17.2.1971      |             | SC Corinthians Paulista       |
| Delio Toledo         | 2.10.1976      |             | Cerro Porteño                 |
| Silvio Suárez        | 5.1.1969       |             | Club Atlético Talleres        |
| Dani Cáceres         | 6.10.1973      |             | Club Guaraní                  |
| Denis Caniza         | 29.8.1974      |             | Club Olimpia                  |
| Záložníci            |                |             |                               |
| Julio César Enciso   | 5.8.1974       |             | Sport Club Internacional      |
| Diego Gavilán        | 1.3.1980       |             | Cerro Porteño                 |
| Roberto Acuña        | 25.3.1972      |             | Real Zaragoza                 |
| Guido Alvarenga      | 24.8.1970      |             | Cerro Porteño                 |
| Carlos Estigarribia  | 21.11.1974     |             | Sportivo Luqueño              |
| Carlos González      | 30.3.1976      |             | Club Cerro Corá               |
| Carlos Paredes       | 16.7.1976      |             | Club Olimpia                  |
| Hugo Ovelar          | 21.2.1971      |             | Santos Laguna                 |
| Útočníci             |                |             |                               |
| Miguel Ángel Benítez | 19.5.1970      |             | RCD Espanyol                  |
| Roque Santa Cruz     | 16.8.1981      |             | Club Olimpia                  |
| Nelson Cuevas        | 10.1.1980      |             | CA River Plate                |
| Mauro Caballero      | 3.5.1972       |             | Cerro Porteño                 |

### Peru
Hlavní trenér:  Juan Carlos Oblitas
| Jméno            | Datum narození | Datum úmrtí                     | Klub                           |
| Brankáři         | Brankáři       | Brankáři                        | Brankáři                       |
| ---------------- | -------------- | ------------------------------- | ------------------------------ |
| Óscar Ibáñez     | 8.8.1967       |                                 | Club Universitario de Deportes |
| Miguel Miranda   | 13.8.1966      | 6. března 2021 (ve věku 54 let) | Deportivo Wanka                |
| Leao Butrón      | 6.3.1977       |                                 | Club Sporting Cristal          |
| Obránci          |                |                                 |                                |
| Miguel Rebosio   | 20.10.1976     |                                 | Club Sporting Cristal          |
| Juan Reynoso -   | 28.12.1969     |                                 | Cruz Azul                      |
| Percy Olivares   | 5.6.1968       |                                 | PAOK Soluň                     |
| José Soto        | 11.1.1970      |                                 | Alianza Lima                   |
| Luis Guadalupe   | 3.4.1976       |                                 | Club Universitario de Deportes |
| José Luis Chacón | 6.11.1971      |                                 | Alianza Lima                   |
| Záložníci        |                |                                 |                                |
| José Pereda      | 8.9.1973       |                                 | CA Boca Juniors                |
| Nolberto Solano  | 12.12.1974     |                                 | Newcastle United FC            |
| Juan Jayo        | 20.1.1973      |                                 | CA Unión                       |
| Roberto Palacios | 28.12.1972     |                                 | Tecos FC                       |
| Juan Velásquez   | 20.3.1971      |                                 | Deportivo Wanka                |
| Jorge Soto       | 27.10.1971     |                                 | Club Sporting Cristal          |
| Marko Ciurlizza  | 22.2.1978      |                                 | Club Universitario de Deportes |
| Javier Soria     | 15.12.1974     |                                 | Alianza Atlético               |
| Útočníci         |                |                                 |                                |
| Flavio Maestri   | 21.1.1973      |                                 | Club Universidad de Chile      |
| Claudio Pizarro  | 3.10.1978      |                                 | Alianza Lima                   |
| Andrés Mendoza   | 26.4.1978      |                                 | Club Sporting Cristal          |
| Roberto Holsen   | 10.8.1976      |                                 | Alianza Lima                   |
| Ysrael Zúñiga    | 27.8.1976      |                                 | FBC Melgar                     |

## Skupina B

### Brazílie
Hlavní trenér:  Vanderlei Luxemburgo
| Jméno            | Datum narození | Datum úmrtí | Klub                               |
| Brankáři         | Brankáři       | Brankáři    | Brankáři                           |
| ---------------- | -------------- | ----------- | ---------------------------------- |
| Dida             | 7.10.1973      |             | FC Lugano                          |
| Marcos           | 4.8.1973       |             | Sociedade Esportiva Palmeiras      |
| Obránci          |                |             |                                    |
| Cafu -           | 7.6.1970       |             | AS Řím                             |
| Odvan            | 26.3.1974      |             | CR Vasco da Gama                   |
| Antônio Carlos   | 14.3.1969      |             | AS Řím                             |
| Roberto Carlos   | 10.4.1973      |             | Real Madrid                        |
| Evanílson        | 12.9.1975      |             | Cruzeiro Esporte Clube             |
| César Belli      | 16.11.1975     |             | Associação Portuguesa de Desportos |
| João Carlos      | 10.9.1972      |             | SC Corinthians Paulista            |
| Serginho         | 27.6.1971      |             | São Paulo FC                       |
| Záložníci        |                |             |                                    |
| Emerson          | 4.4.1976       |             | Bayer 04 Leverkusen                |
| Vampeta          | 13.3.1974      |             | SC Corinthians Paulista            |
| Alex             | 14.9.1977      |             | Sociedade Esportiva Palmeiras      |
| Marcos Paulo     | 11.5.1977      |             | Cruzeiro Esporte Clube             |
| Flávio Conceição | 13.6.1974      |             | Deportivo de La Coruña             |
| Beto             | 7.1.1975       |             | CR Flamengo                        |
| Zé Roberto       | 6.7.1974       |             | Bayer 04 Leverkusen                |
| Útočníci         |                |             |                                    |
| Márcio Amoroso   | 5.7.1974       |             | Udinese Calcio                     |
| Ronaldo          | 22.9.1976      |             | FC Inter Milán                     |
| Rivaldo          | 19.4.1972      |             | FC Barcelona                       |
| Christian        | 23.4.1975      |             | Sport Club Internacional           |
| Ronaldinho       | 21.3.1980      |             | Grêmio Foot-Ball Porto Alegrense   |

### Chile
Hlavní trenér:  Nelson Acosta
| Jméno             | Datum narození | Datum úmrtí | Klub                      |
| Brankáři          | Brankáři       | Brankáři    | Brankáři                  |
| ----------------- | -------------- | ----------- | ------------------------- |
| Marcelo Ramírez   | 29.5.1965      |             | Colo-Colo                 |
| Nelson Tapia      | 22.6.1966      |             | CD Universidad Católica   |
| Obránci           |                |             |                           |
| Miguel Ramírez    | 11.6.1970      |             | CD Universidad Católica   |
| Francisco Rojas   | 22.7.1974      |             | Colo-Colo                 |
| Javier Margas     | 10.5.1969      |             | West Ham United FC        |
| Pedro Reyes       | 13.11.1972     |             | AJ Auxerre                |
| Jorge Vargas      | 8.2.1976       |             | CD Universidad Católica   |
| Pablo Contreras   | 11.9.1978      |             | Colo-Colo                 |
| Záložníci         |                |             |                           |
| Raúl Palacios     | 30.10.1976     |             | Santiago Morning          |
| Nelson Parraguez  | 5.4.1971       |             | CD Universidad Católica   |
| Clarence Acuña    | 8.2.1975       |             | Club Universidad de Chile |
| José Luis Sierra  | 5.12.1968      |             | Tigres UANL               |
| Roberto Cartes    | 6.9.1972       |             | Argentinos Juniors        |
| Moisés Villarroel | 12.2.1976      |             | Santiago Wanderers        |
| Mauricio Aros     | 9.5.1976       |             | Club Universidad de Chile |
| Esteban Valencia  | 8.1.1972       |             | Club Universidad de Chile |
| Fabián Estay      | 5.10.1968      |             | Deportivo Toluca FC       |
| David Pizarro     | 11.9.1979      |             | Udinese Calcio            |
| Útočníci          |                |             |                           |
| Iván Zamorano -   | 18.1.1967      |             | FC Inter Milán            |
| Marcelo Salas     | 24.12.1974     |             | SS Lazio                  |
| Claudio Núñez     | 16.10.1975     |             | Tigres UANL               |
| Pedro González    | 17.10.1967     |             | Club Universidad de Chile |

### Mexiko
Hlavní trenér:  Manuel Lapuente
| Jméno                 | Datum narození | Datum úmrtí | Klub                      |
| Brankáři              | Brankáři       | Brankáři    | Brankáři                  |
| --------------------- | -------------- | ----------- | ------------------------- |
| Jorge Campos          | 15.10.1966     |             | Club Universidad Nacional |
| Óscar Pérez           | 1.2.1973       |             | Cruz Azul                 |
| Adolfo Ríos           | 11.12.1966     |             | Club Necaxa               |
| Obránci               |                |             |                           |
| Claudio Suárez        | 17.12.1968     |             | CD Guadalajara            |
| Joel Sánchez          | 17.8.1974      |             | CD Guadalajara            |
| Rafael Márquez        | 13.2.1979      |             | Atlas FC                  |
| Isaac Terrazas        | 23.6.1973      |             | Club América              |
| Salvador Carmona      | 22.8.1975      |             | Deportivo Toluca FC       |
| Rafael García         | 14.8.1974      |             | Deportivo Toluca FC       |
| Sergio Almaguer       | 16.5.1969      |             | Club Necaxa               |
| Záložníci             |                |             |                           |
| Gerardo Torrado       | 30.4.1979      |             | Club Universidad Nacional |
| Raúl Lara             | 28.2.1973      |             | Club América              |
| Ramón Ramírez         | 5.12.1969      |             | Club América              |
| Alberto García Aspe - | 11.5.1967      |             | Club América              |
| Paulo Chávez          | 7.1.1976       |             | CD Guadalajara            |
| Pável Pardo           | 26.7.1976      |             | Tecos FC                  |
| Salvador Cabrera      | 21.8.1973      |             | Club Necaxa               |
| Miguel Zepeda         | 25.5.1976      |             | Atlas FC                  |
| Útočníci              |                |             |                           |
| Cuauhtémoc Blanco     | 17.1.1973      |             | Club América              |
| Daniel Osorno         | 16.3.1979      |             | Atlas FC                  |
| Luis Hernández        | 17.8.1968      |             | Tigres UANL               |
| Francisco Palencia    | 28.4.1973      |             | Cruz Azul                 |

### Venezuela
Hlavní trenér:  José Omar Pastoriza
| Jméno                | Datum narození | Datum úmrtí | Klub                        |
| Brankáři             | Brankáři       | Brankáři    | Brankáři                    |
| -------------------- | -------------- | ----------- | --------------------------- |
| Renny Vega           | 4.7.1979       |             | Nacional Táchira            |
| Manuel Sanhouse      | 16.7.1975      |             | Deportivo Petare FC         |
| Obránci              |                |             |                             |
| Rolando Álvarez      | 14.12.1975     |             | Atlético El Vigía FC        |
| Jorge Rojas          | 10.1.1977      |             | Estudiantes de Mérida FC    |
| David McIntosh       | 17.2.1973      |             | Caracas FC                  |
| José Manuel Rey      | 20.5.1975      |             | CS Emelec                   |
| Miguel Echenausi     | 21.2.1968      |             | Estudiantes de Mérida FC    |
| Gerzon Chacón        | 25.11.1980     |             | Deportivo Táchira FC        |
| Záložníci            |                |             |                             |
| Héctor Bidoglio      | 5.2.1968       |             | Caracas FC                  |
| Edson Tortolero -    | 27.8.1971      |             | Universidad de Los Andes FC |
| Gabriel Urdaneta     | 7.1.1976       |             | Universidad de Los Andes FC |
| Félix José Hernández | 18.4.1972      |             | Atlético Celaya             |
| Leopoldo Jiménez     | 22.5.1978      |             | Deportivo Petare FC         |
| Miguel Mea Vitali    | 19.2.1981      |             | Caracas FC                  |
| José Duno            | 19.3.1977      |             | Nueva Cádiz FC              |
| Juan Arango          | 16.5.1980      |             | Nueva Cádiz FC              |
| José de Jesús Vera   | 9.2.1969       |             | Estudiantes de Mérida FC    |
| Útočníci             |                |             |                             |
| Daniel Noriega       | 30.3.1977      |             | CA Unión                    |
| Juan Enrique García  | 16.4.1970      |             | Universidad de Los Andes FC |
| Alexander Rondón     | 30.8.1977      |             | Nueva Cádiz FC              |
| Cristian Cásseres    | 29.6.1977      |             | Deportivo Petare FC         |
| Ruberth Morán        | 11.8.1973      |             | Estudiantes de Mérida FC    |

## Skupina C

### Argentina
Hlavní trenér:  Marcelo Bielsa
| Jméno                      | Datum narození | Datum úmrtí | Klub               |
| Brankáři                   | Brankáři       | Brankáři    | Brankáři           |
| -------------------------- | -------------- | ----------- | ------------------ |
| Germán Burgos              | 16.4.1969      |             | CA River Plate     |
| Albano Bizzarri            | 9.11.1977      |             | Racing Club        |
| Obránci                    |                |             |                    |
| Roberto Ayala -            | 14.4.1973      |             | AC Milán           |
| Juan Pablo Sorín           | 5.5.1976       |             | CA River Plate     |
| Hugo Ibarra                | 1.4.1974       |             | CA Boca Juniors    |
| Walter Samuel              | 23.3.1978      |             | CA Boca Juniors    |
| Javier Zanetti             | 10.8.1973      |             | FC Inter Milán     |
| Nelson Vivas               | 18.10.1969     |             | Arsenal FC         |
| Mauricio Pochettino        | 2.3.1972       |             | RCD Espanyol       |
| Eduardo Berizzo            | 13.11.1969     |             | CA River Plate     |
| Záložníci                  |                |             |                    |
| Diego Simeone              | 28.4.1970      |             | FC Inter Milán     |
| Gustavo Adrián López       | 13.4.1973      |             | Real Zaragoza      |
| Andrés Guglielminpietro    | 10.4.1974      |             | AC Milán           |
| Claudio Husaín             | 20.11.1974     |             | CA Vélez Sarsfield |
| Diego Cagna                | 19.4.1970      |             | CA Boca Juniors    |
| Pablo Aimar                | 3.11.1979      |             | CA River Plate     |
| Kily González              | 4.8.1974       |             | Real Zaragoza      |
| Juan Román Riquelme        | 24.6.1978      |             | CA Boca Juniors    |
| Útočníci                   |                |             |                    |
| Guillermo Barros Schelotto | 4.5.1973       |             | CA Boca Juniors    |
| Martín Palermo             | 7.11.1973      |             | CA Boca Juniors    |
| Ariel Ortega               | 4.3.1974       |             | UC Sampdoria       |
| José Luis Calderón         | 24.10.1970     |             | CA Independiente   |

### Kolumbie
Hlavní trenér:  Javier Álvarez Arteaga
| Jméno                 | Datum narození | Datum úmrtí                       | Klub                      |
| Brankáři              | Brankáři       | Brankáři                          | Brankáři                  |
| --------------------- | -------------- | --------------------------------- | ------------------------- |
| Miguel Calero         | 14.4.1971      | 4. prosince 2012 (ve věku 41 let) | Atlético Nacional         |
| René Higuita          | 27.8.1966      |                                   | Independiente Medellín    |
| Agustín Julio         | 25.10.1974     |                                   | Independiente Santa Fe    |
| Obránci               |                |                                   |                           |
| Iván Córdoba          | 11.8.1976      |                                   | CA San Lorenzo de Almagro |
| Roberto Carlos Cortés | 20.6.1977      |                                   | Independiente Medellín    |
| Alexander Viveros     | 8.10.1977      |                                   | Deportivo Cali            |
| Jorge Bermúdez -      | 18.6.1971      |                                   | CA Boca Juniors           |
| Pedro Portocarrero    | 5.7.1977       |                                   | Independiente Santa Fe    |
| Jersson González      | 16.2.1975      |                                   | América de Cali           |
| Mario Yepes           | 13.1.1976      |                                   | Deportivo Cali            |
| Záložníci             |                |                                   |                           |
| Juan Carlos Ramírez   | 22.3.1972      |                                   | Independiente Medellín    |
| Harold Lozano         | 30.3.1972      |                                   | Real Valladolid           |
| Neider Morantes       | 3.8.1975       |                                   | Atlético Nacional         |
| Jorge Bolaño          | 28.4.1977      |                                   | Atlético Junior           |
| Arley Betancourth     | 4.3.1975       |                                   | Deportivo Cali            |
| Rubiel Quintana       | 26.6.1978      |                                   | Cortuluá                  |
| Freddy Grisales       | 22.9.1975      |                                   | Atlético Nacional         |
| Útočníci              |                |                                   |                           |
| Edwin Congo           | 7.10.1976      |                                   | Once Caldas               |
| Víctor Bonilla        | 23.1.1971      |                                   | Deportivo Cali            |
| Henry Zambrano        | 7.8.1973       |                                   | Atlético Nacional         |
| Johnnier Montaño      | 14.1.1983      |                                   | Quilmes AC                |
| Hamilton Ricard       | 12.1.1974      |                                   | Middlesbrough FC          |

### Ekvádor
Hlavní trenér:  Carlos Sevilla
| Jméno              | Datum narození | Datum úmrtí                       | Klub              |
| Brankáři           | Brankáři       | Brankáři                          | Brankáři          |
| ------------------ | -------------- | --------------------------------- | ----------------- |
| José Cevallos      | 17.4.1971      |                                   | Barcelona SC      |
| Oswaldo Ibarra     | 8.9.1969       |                                   | CD El Nacional    |
| Obránci            |                |                                   |                   |
| Dannes Coronel     | 24.5.1973      | 7. července 2020 (ve věku 47 let) | CS Emelec         |
| Iván Hurtado       | 16.8.1974      |                                   | Tigres UANL       |
| Franklin Anangonó  | 12.12.1974     | 13. června 2022 (ve věku 47 let)  | Real Cuautitlán   |
| Alberto Montaño -  | 23.3.1970      |                                   | Barcelona SC      |
| Ulises de la Cruz  | 8.2.1974       |                                   | LDU Quito         |
| Fricson George     | 16.9.1974      |                                   | Barcelona SC      |
| Bolívar Gómez      | 31.7.1977      |                                   | CD El Nacional    |
| Hólger Quiñónez    | 18.8.1962      |                                   | Barcelona SC      |
| Záložníci          |                |                                   |                   |
| Luis Moreira       | 1.12.1978      |                                   | CS Emelec         |
| Jimmy Blandón      | 1.1.1969       |                                   | CD Cuenca         |
| Álex Aguinaga      | 9.7.1968       |                                   | Club Necaxa       |
| Marlon Ayoví       | 27.9.1971      |                                   | SD Quito          |
| Moisés Candelario  | 10.10.1978     |                                   | CS Emelec         |
| Héctor Carabalí    | 15.2.1972      |                                   | São Paulo FC      |
| Jairon Zamora      | 5.2.1978       |                                   | CD El Nacional    |
| Wellington Sánchez | 19.6.1974      |                                   | CS Emelec         |
| Útočníci           |                |                                   |                   |
| Ariel Graziani     | 7.6.1971       |                                   | CA Morelia        |
| Nicolás Asencio    | 26.4.1975      |                                   | Tecos FC          |
| Iván Kaviedes      | 24.10.1977     |                                   | AC Perugia Calcio |
| Agustín Delgado    | 23.12.1974     |                                   | Club Necaxa       |

### Uruguay
Hlavní trenér:  Víctor Púa
| Jméno               | Datum narození | Datum úmrtí                        | Klub                |
| Brankáři            | Brankáři       | Brankáři                           | Brankáři            |
| ------------------- | -------------- | ---------------------------------- | ------------------- |
| Fabián Carini       | 26.12.1979     |                                    | Danubio FC          |
| Álvaro Núñez        | 11.5.1973      |                                    | CA Rentistas        |
| Obránci             |                |                                    |                     |
| Diego López -       | 22.8.1974      |                                    | Cagliari Calcio     |
| Fernando Picun      | 14.2.1972      |                                    | Defensor Sporting   |
| Alejandro Lembo     | 15.2.1978      |                                    | CA Bella Vista      |
| Fabián Pumar        | 14.2.1976      |                                    | CA Bella Vista      |
| Martín del Campo    | 24.5.1975      |                                    | Nacional Montevideo |
| Federico Bergara    | 19.12.1971     |                                    | Nacional Montevideo |
| Záložníci           |                |                                    |                     |
| Leonel Pilipauskas  | 18.5.1975      |                                    | CA Bella Vista      |
| Andrés Fleurquin    | 2.8.1975       |                                    | Defensor Sporting   |
| Gianni Guigou       | 22.2.1975      |                                    | Nacional Montevideo |
| Fabián Coelho       | 20.1.1977      |                                    | Nacional Montevideo |
| Líber Vespa         | 18.10.1971     | 25. července 2018 (ve věku 46 let) | Rosario Central     |
| Inti Podestá        | 23.4.1978      |                                    | Danubio FC          |
| Marcelo Romero      | 4.7.1976       |                                    | CA Peñarol          |
| Pablo García        | 11.5.1977      |                                    | Atlético Madrid     |
| Christian Callejas  | 17.5.1978      |                                    | Danubio FC          |
| Útočníci            |                |                                    |                     |
| Marcelo Zalayeta    | 5.12.1978      |                                    | Empoli FC           |
| Federico Magallanes | 28.8.1976      |                                    | Racing de Santander |
| Gabriel Álvez       | 26.12.1974     |                                    | Nacional Montevideo |
| Diego Alonso        | 16.4.1975      |                                    | CA Bella Vista      |
| Antonio Pacheco     | 11.4.1976      |                                    | CA Peñarol          |